# St.-Marien-Kirche (Boren)

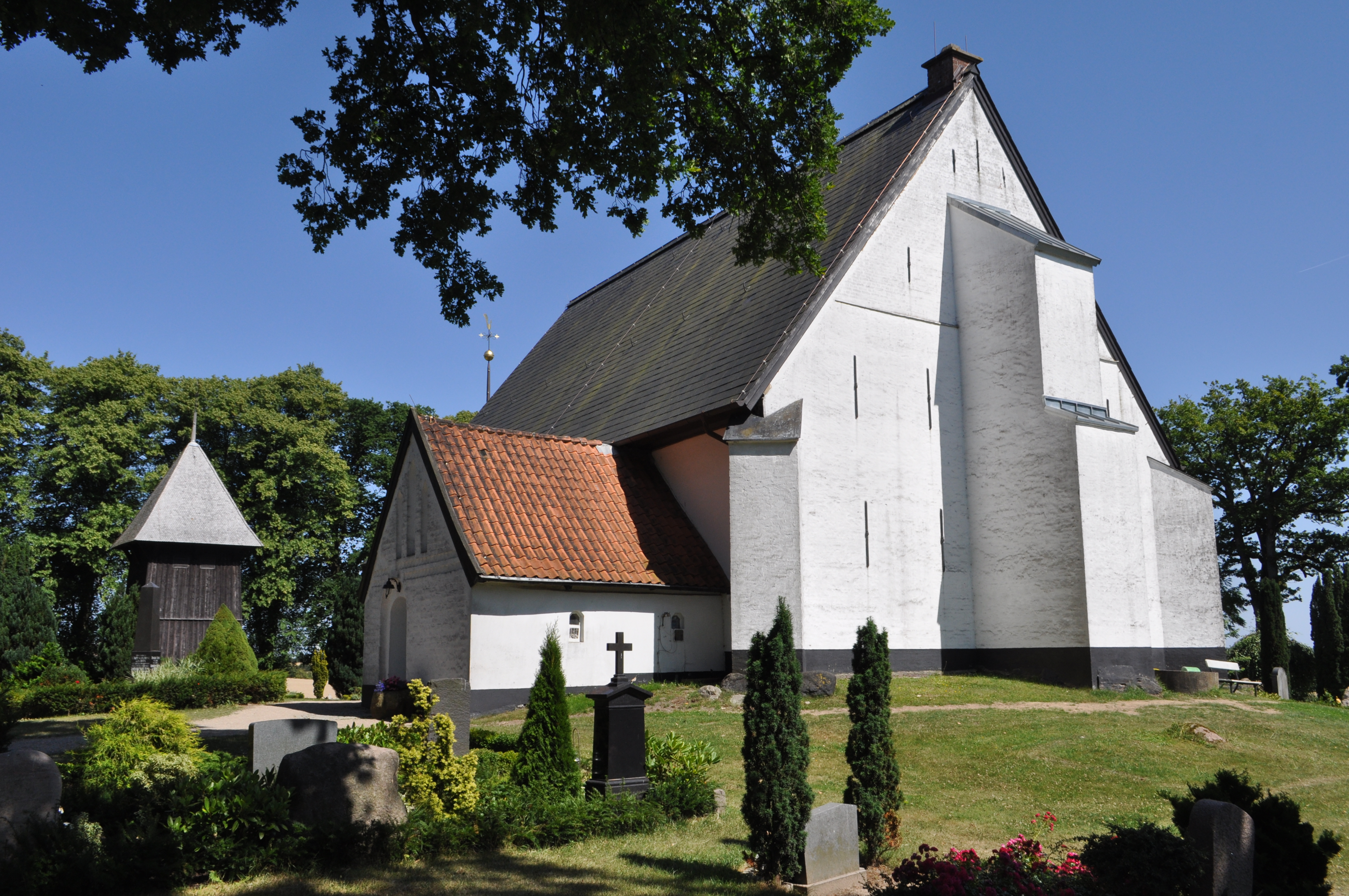
Blick von Nordwesten auf Kirche, gotisches Vorhaus und Glockenstapel

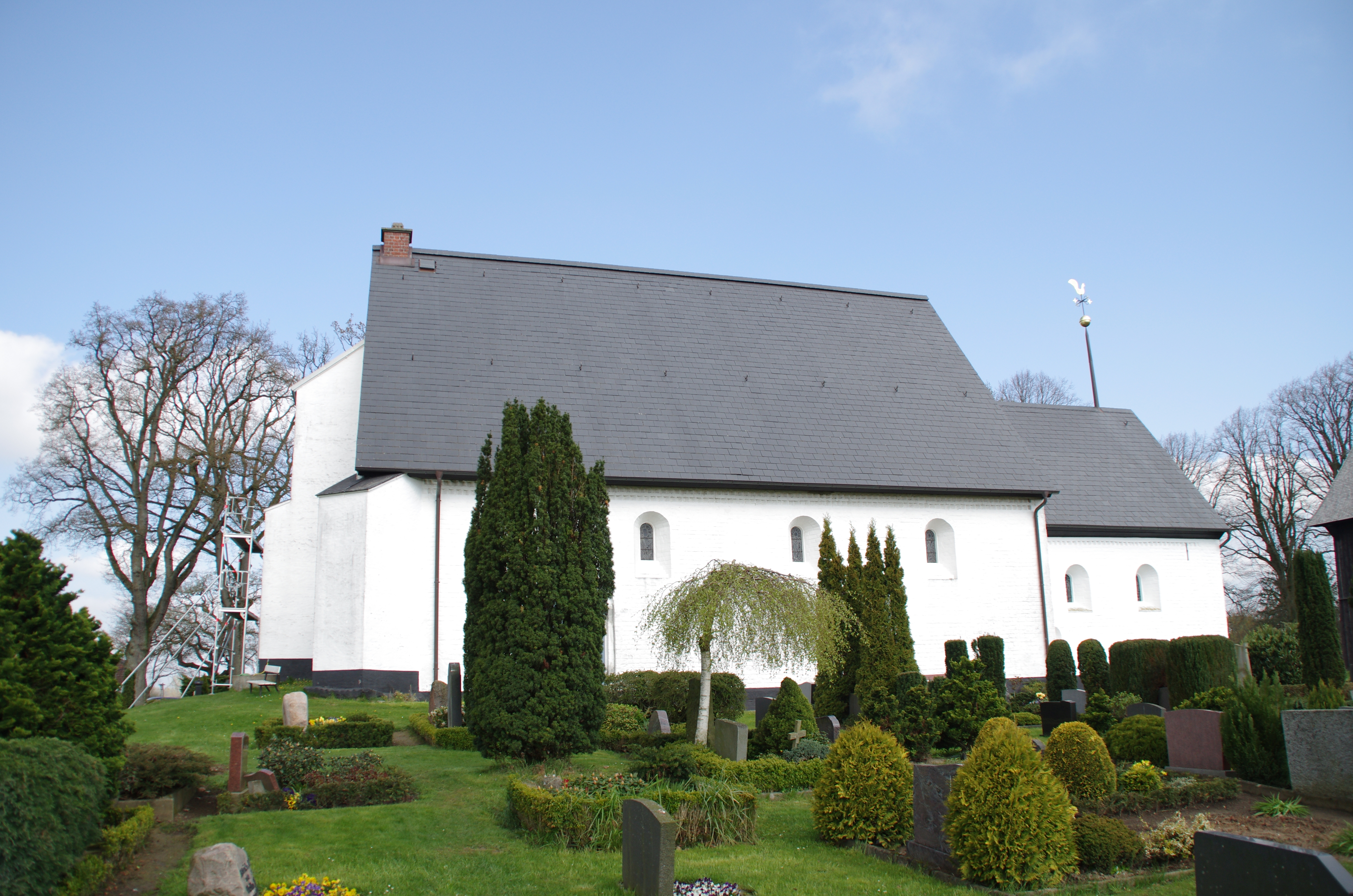
Blick von Süden

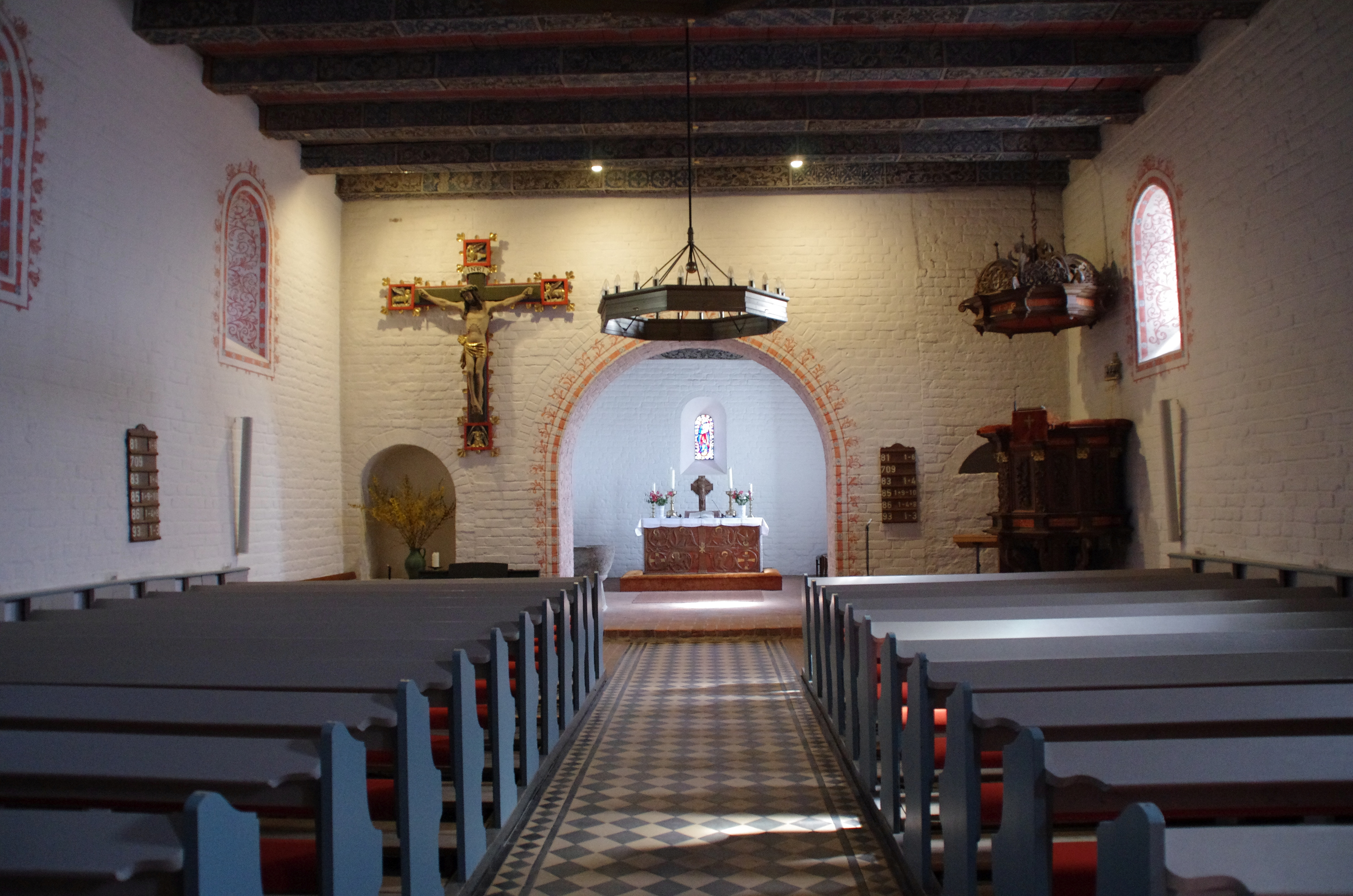
Kirchenraum (2014)

Die St.-Marien-Kirche in Boren im Kreis Schleswig-Flensburg in Schleswig-Holstein ist eine romanische Backsteinkirche aus dem Beginn des 13. Jahrhunderts. „Keine der vielen romanischen Kirchen Angelns zeigt heute so stilrein das Bild ihrer Bauzeit“.

## Geschichte
Die St.-Marien-Kirche in Boren, dem Zentralort der Schliesharde, wurde im ersten Drittel des 13. Jahrhunderts als romanische Backsteinkirche aus einschiffigem Kirchenschiff und Kastenchor errichtet. Sie unterstand dem Domkapitel des Schleswiger Doms. Die Einnahmen des großen und wohlhabenden Kirchspiels bildeten die Pfründe eines Domherrn. In spätgotischer Zeit wurde vor dem Nordportal ein Waffenhaus mit blendenverziertem Giebel hinzugefügt.
In der Folgezeit wurde die Kirche mehrfach umgestaltet: Die Fenster wurden erweitert, die Kirche erhielt eine barocke Ausstattung. Im Norden wurde eine Gruft für die Besitzer von Gut Dänisch-Lindau, die nach der Reformation bis zur Niederlegung des Guts 1784 das Kirchenpatronat innehatten, angebaut.
1938 begann unter Leitung des Konsistorialbaumeisters Otto Schnittger entsprechend der damaligen Tendenzen in der Denkmalpflege eine umfassende Renovierung und Reromanisierung der Kirche. Alle barocken Einbauten, darunter eine Empore und die Loge der Kirchenpatrone, wurden entfernt und die ursprüngliche Balkendecke freigelegt. Die kleinen romanischen Fenster und die Nischen seitlich am Chorbogen, in denen sich vermutlich in vorreformatorischer Zeit Nebenaltäre oder Andachtsbilder befunden hatten, wurden wieder geöffnet bzw. wie der Chorbogen rekonstruiert. Nach Unterbrechung der Arbeiten durch den Beginn des Zweiten Weltkriegs wurde die Renovierung 1946–1952 durch den Maler und Restaurator Carl Fey und den Bildhauer Alwin Blaue fortgesetzt.
Boren bildete ab 2007 zusammen mit der St.-Wilhadi-Kirche in Ulsnis eine Kirchengemeinde, die am 1. Januar 2019 mit den Kirchengemeinden von Süderbrarup-Loit, Norderbrarup und Böel zur evangelisch-lutherischen Kirchengemeinde Süderbrarup mit insgesamt sechs mittelalterlichen Kirchen und drei Pastoren im Kirchenkreis Schleswig-Flensburg der Evangelisch-Lutherischen Kirche in Norddeutschland fusionierte.

## Bau
Die weiß gestrichenen Backsteinkirche erweckt den Eindruck eines romanischen Kirchenbaus. Im Original erhalten sind allerdings außer einigen Fenstern der Nord- und Ostseite nur die beiden Rundbogenportale. Drei wuchtige Stützpfeiler stabilisieren die Westwand. Man betritt die Kirche durch das spätgotische Vorhaus und das Nordportal. Die Balkendecke in Schiff und Chor trägt fantasievollen Ornamente von Fey, Fenster und Chorbogen sind mit Rankenornamenten eingefasst. Alle Fenster sind mit farbiger Bleiverglasung versehen, die im Ostfenster Maria mit dem Kind auf der Mondsichel und in den Seitenfenstern elf Apostel darstellen. Der Kirchenraum wirkt daher sehr dunkel.
Eine Besonderheit ist das Pest- oder Pönitenz-Fenster, auch Hagioskop genannt, durch das durch den Kirchenbann oder auch wegen einer ansteckenden Krankheit vom Kirchbesuch ausgeschlossenen Menschen von außen am Gottesdienst teilnehmen konnten. Anders als bei der St.-Andreas-Kirche in Brodersby, wo das Pestfenster den Blick in das Kirchenschiff ermöglicht, befindet es sich in Boren an der Südwand des Chores, so dass es möglich war, von außen die Eucharistie zu betrachten.
Neben der Kirche steht ein hölzerner Glockenstapel von 1693.

## Ausstattung
Wohl aus der Erbauungszeit stammt die schlichte Granittaufe, deren Taufschale 1670 gestiftet wurde.

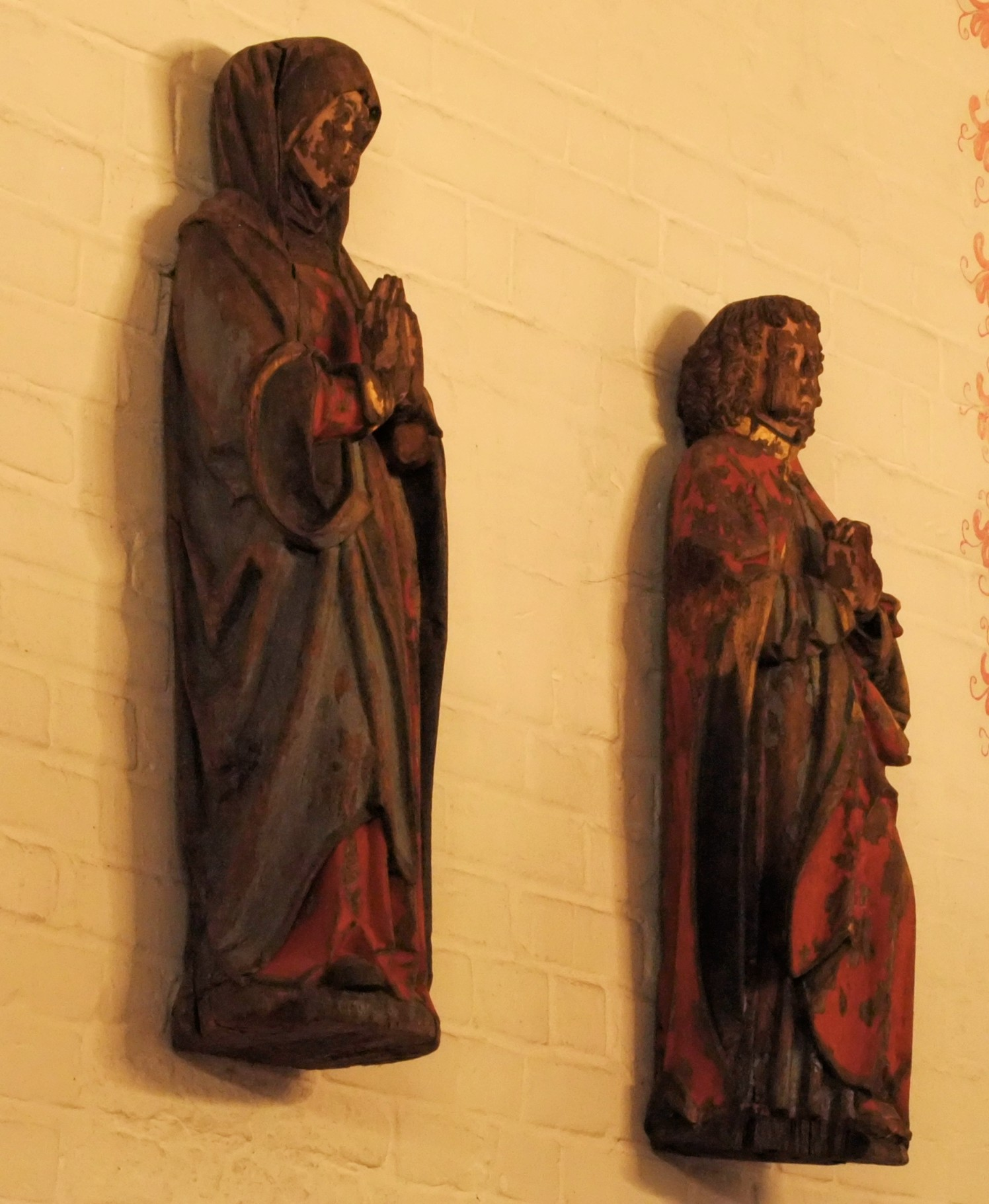
Schnitzfiguren Maria und Johannes an der Nordwand

Das um 1500 hergestellte Triumphkreuz, das heute neben dem Chorbogen hängt, befand sich bis 1827 zusammen mit den trauernden Figuren von Maria und Johannes im Chorbogen. Es wurde vermutlich in derselben Schleswiger oder Flensburger Werkstatt geschaffen wie das Triumphkreuz der Kirche Großsolt. 1944 erhielten Kreuz und Kruzifixus eine neue Farbgestaltung. Durch Ergänzung der Blätter am Kreuz wurde dieses zum Lebensbaum umgedeutet. Die beiden Nebenfiguren der Kreuzigungsgruppe aus dem Anfang des 16. Jahrhunderts gelangten 1902 ins Städtische Museum Flensburg, wo die sehr unansehnlichen Figuren vor weiterem Verfall bewahrt werden konnten. Insbesondere entgingen sie einer gut gemeinten, aber der historischen Fassung nicht gerechten Behandlung. Seit 2017 befinden sie sich wieder in der Kirche, jedoch nicht mehr neben dem Triumphkreuz, sondern an der Seitenwand. Der in Resten erhaltenen Fassung sind die Rottöne des Umhangs und Vergoldungen am Ärmel und Kragen gut zu entnehmen.
Eine weitere mittelalterliche Statur ist ein schlecht erhaltener thronender Bischof aus dem 14. Jahrhundert, der seit 2017 in der nördlichen Nische am Chorbogen untergebracht ist. Auch diese Figur gelangte 1902 als Leihgabe der Borener Gemeinde an das Städtische Museum Flensburg und kehrte 2017 in die Borener Kirche zurück. Die aus Eichenholz geschnitzte Figur weist starke Beschädigungen auf und ist hinten von den Schultern abwärts ausgehöhlt. Es wird angenommen, dass dieser Bischof einen Krummstab gehalten haben muss. Um welchen Heiligen es sich hier handelt, bleibt aber unbekannt. Der Bischof mit seiner liturgischen Gewandung zeigte einstmals eine farbige Fassung.
Die beiden von Löwen getragenen Altarleuchter von etwa 1500 stammen aus dem Meldorfer Dom. Bertram von Ratlau, der sie als Beute nach dem Sieg über Dithmarschen 1559 mitgenommen hatte, schenkte sie 1598 der Kirche, wo sie seitdem den Altar schmücken. Das mittelalterliche Altarretabel, vor dem sie zunächst standen, gelangte 1708 in die Schifferkirche in Arnis und von dort 1842 ins  Landesmuseum für Kunst- und Kulturgeschichte Schleswig. Der stattdessen angeschaffte klassizistischen Altaraufbau mit Kreuzigungsdarstellung und kleiner, halbkreisförmigen Kommunionbank wurde 1941 durch einen gemauerten Altartisch ersetzt, den ein von Alwin Blaue geschaffenes Antemensale mit den Evangelistensymbolen und ein Kruzifix schmücken.
Die Kanzel mit Schalldeckel stammt von 1710. Anstelle bildlicher Darstellungen trägt sie in den Brüstungsfeldern feingeschnitzte Akanthusornamente. Bei der Kanzel befindet sich eine Kanzelsanduhr mit vier Gläsern. Etwas jünger ist der eisenbeschlagene Opferstock von 1741.
Im Chor und neben der Orgel hängen einige Pastorenporträts, darunter Hans Nicolai Andreas Jensen, der 1844 die erste Beschreibung Angelns verfasste. Die Orgel, die fast ebenerdig an der Westwand steht, baute 1997/1998 Lothar Banzhaf aus Husum. Bis zum Umbau ab 1938 hatte eine Orgel auf einer Empore hinter dem Altar gestanden.

## Pastoren
- Der spätere Hofprediger in Kopenhagen Johannes Bartholomaeus Bluhme hatte von 1707 bis 1728 seine erste Pfarrstelle in Boren. Sein Bild hängt an der südlichen Chorwand.
- Sein Nachfolger Georg Ernst Friederici, dessen Bild ihm gegenüberhängt, wurde nach seiner Zeit in Boren 1728–1749 Propst auf Fehmarn.
- Christian August Valentiner war 1749–1786 Pastor in Boren.
- Ein Bild an der Westwand zeigt Friedrich Hinrich Frölich, von 1812 bis zu seinem Tode 1845 Pastor in Boren und Botaniker[9]
- Hans Nicolai Andreas Jensen war ab 1845 bis zu seinem Tod 1850 hier Pastor. Sein Grabstein ist auf dem Friedhof erhalten.